# Armeniens historie
 Der er for få eller ingen kildehenvisninger i denne artikel, hvilket er et problem. Du kan hjælpe ved at angive troværdige kilder til de påstande, som fremføres i artiklen.

Armeniens historie dækker et større område end nutidens Armenien. Det historiske Armenien omfatter også store områder i nutidens østlige Tyrkiet, og disse bliver også i politiske sammenhænge inden for visse kredse omtalt som Vestarmenien eller det armenske højland. Det historiske Armenien omfatter blandt andet store dele af nutidens Tyrkiet, Aserbajdsjan, Iran og Georgien.
Armenien er et meget gammelt land med rødder flere tusinde år tilbage og regnes for at være verdens ældste land, og selve armeniernes historie går formodentlig tilbage til 10.000 f.Kr.
Moses fra Khoren krediteres for værket Armenernes historie, som beskriver landets historie tilbage til oldtiden.
Som statsdannelse har nutidens Armenien rødder helt tilbage til antikken og kan have haft sin vugge ved Van-søen i nutidens Tyrkiet. Landet nævnes i historiske kilder første gang af Dareios 1. af Persien i hans beskrivelser af erobringen af landet. Orontidernes dynasti regerede fra 600 f.Kr. og var nogen gange selvstændigt og andre gange under indflydelse af de forskellige stormagter.
I gammel tid var området en del af riget Urartu, hvis sprog urartisk klassificeres sammen med hurritisk. Armensk sprog udgør en egen gren inden for de indoeuropæiske sprog, og ser ud til at have sin oprindelse i det armenske højland. Indbyggere i området ser ud til at have begyndt at tale dette sprog i forbindelse med den armeniske stat i 500-tallet f.Kr. Sproget har lånt flere ord fra urartisk, hvilket vidner om en lang tid med bilingvisme.

## Den tidligste historie

### Det armenske højland
Det armenske højland grænser til Kaukasus i nord, Zagros i øst, Mesopotamien i syd og Lilleasien i vest. Området har været beboet i flere tusinde år. Det var her, jordbruget og husdyrhold blev udviklet under den neolitiske revolution, det var her at de første megalitiske bygninger blev bygget og herfra at de forskellige metaller, så som bronze og jern, først blev udnyttet.
Hamoukar i Jazira regionen i det nordøstlige Syrien rummer resterne af en af verdens ældste byer, hvilket har fået forskere til at antage, at byer i denne del af verden opstod langt tidligere end tidligere antaget, og at det var dette område, som med rette kan kaldes for civilisationens vugge.
Göbekli Tepe blev dannet af jægere og samlere, som levede i landsbyer dele af året omkring 10.000 f.Kr., hvilket vil sige før man gik over til at blive bofaste. Strukturerne stammer ikke kun fra før man begyndte at lave keramik, metal og opfandt skriften og hjulet, men blev bygget før den neolitiske revolution, det vil sige før jordbrug og husdyrhold omkring 9000 f.Kr. blev indført.

### Den neolitiske revolution
Khabur er den største biflod til Eufrat i Syrien. Siden 1930-erne har der været mange arkæologiske udgravninger i Kahburdalen, og de indikerer, at der har boet folk her siden ældre stenalder. Vigtige steder, som er udgravede, er blandt andre Tell Halaf, Tell Brak, Tell Leilan, Tell Mashnaqa, Tell Mozan og Tell Barri ("Tell" betyder "byhøj").
Det såkaldte gamle Europa, som vil sige den europæiske jordbrugsbefolkning, samt dem som etablerede neolitiske samfund i Kina og Indien, Mesopotamien, herunder sumererne, og Egypten, har alle deres baggrund fra dette område.
Senere fulgte indoeuropæerne, som formodentlig har deres rødder i Kura Araxes, også kendt som Shengavit, kulturen i det armenske højland med center for spredning i Jerevan, eller lige nord for Kaukasus, men med stærk indflydelse fra kulturen, som eksisterede i det armenske højland, og semitterne, som har deres udgangspunkt i Syrien.
Det bliver generelt antaget at proto-armensk talende folk ankom fra en paleobalkansk kontekst til Anatolien fra omkring 1200 f.Kr., og over tiden spredte sig øst over til det armenske højland, men andre, således Thomas Gamkrelidze og Vyacheslav V. Ivanov, placerer det proto-indoeuropæiske hjemland i det armenske højland, hvilket passer med den armenske hypotese vedrørende det indoeuropæiske urhjem.
Kura Araxes-kulturen, som havde nær kontakt med Majkop-kulturen i det nordlige Kaukasus, havde baggrund i den første transkaukasiske kulturen, Shulaveri Shomu-kulturen, som igen havde sine rødder i Tell Halaf og Tell Hassuna-kulturerne. I slutningen af Kura Araxes-kulturen, som trolig var en multilingvistisk kultur, opstod trialeti-kulturen i Kaukasus omkring 2000 f.Kr.

### Hurriere og urartiere
Et tidlig navn på armenerne, som bliver nævnt i mesopotamiske og egyptiske kilder, der kan dateres tilbage til bronzealderen, var urartiere, som vil sige ariere (ar-i-ere), eftersom ar betyder ild, lys, belysning, sol, genkomst og frugtbarhed, det at skabe eller guddommelig. Roden af ordet bliver blandt andet fundet i Arev (Sun), Arpi (lys fra himmelen), Ararich (gud eller skaber), Ararat (som vil sige stedet for skabelsen), Arta og så videre. Byen Ardini, også kendt som Muṣaṣir (Mu-ṣa-ṣir), som betyder slangens udgangspunkt på assyrisk, var det religiøse center for urartiernes hovedgud Khaldi i Urartu (Ararat).
Hurrierne (kileskrift: Hu-ur-ri), et oldtidsfolk i det nordlige Mesopotamien i løbet af bronzealderen, som talte et hurro-urartiske sprog, er forbundet med både urartierne og armenierne, som de også delte kultur med. Det armenske ord hur/hur-ri er en variant af ar/har/hur. Det meste af hurriernes rekonstruerede historie stammer fra dokumenter fundet i bibliotekerne hos andre af tidens folk, således hettiterne, akkaderne, sumererne og egypterne. Men alt tyder på, at alle disse folk havde sine kulturelle rødder fra hurrierne, som synes at have været til stede i den transkaukasiske region siden "tidernes morgen".
Både hurrisk og urartisk regnes med i den alaroidiske sprogfamilie, som formodentlig også inkluderer sumerisk og synes at være i slægt med nakh-sprogene inden for den nordøst-kaukasiske sprogfamilie, samt med haplogruppe J2, hvilket også sumererne i det sydlige Mesopotamien er. Urartisk er bevidnet fra 900-700-tallet f.Kr., som det officielle skriftsprog i jernalderstaten Uratri, på assyrisk kendt som Urartu, som korresponderer med kongedømmet Ararat, også kendt som Van, og blev antagelig talt af en majoritetsbefolkning i området omkring Van og det øvre Zab, det vil sige den øvre del af Tigris.
Hurrisk må være skilt ud fra urartisk omkring 2000 f.Kr. Dette på samme tid som da den største og mest indflydelsesrige hurriske nation Mitanni i det armenske højland blev dannet. Urartisk er for eksempel nærmere den såkaldte gammel-hurriske formen end den form, som opstod i Mitanni. En del toponymer, egennavn og anden terminologi i Mitanni bliver ansete for at være et indo-arisk superstratum, hvilket tyder på at en indo-arisk elite satte sig selv som herskerklasse over for hurrierne som en del af den indo-ariske ekspansion, selv om også hurriere blev inkluderede i herskerklassen.
Ved tidlig jernalder var hurrierne i stor grad blevet assimilerede med andre folk, måske bortset fra kongedømmet Urartu på det armenske højland i østlige Anatolien, centreret omkring de bjergklædte regioner ved Van-søen. I sin største udstrækning strakte staten sig fra Kaukasus og til det, som i dag er det centrale Tyrkiet, Libanon og Nordiran. Grundlæggeren af staten Urartu, som blandt andet inkluderede landet Nairi, som er blevet som enten beslægtet eller identisk med Urartu, og Subartu, var Aramé, som samlet alle prinsedømmerne i det armenske højland og gav sig selv titlen "Konge af konger", som var den traditionelle titel på Urartus konger.
Forskerne mener, at Urartu er en akkadisk variant af Ararat, som er nævnt i Det Gamle Testamente, og faktisk er Araratbjerget lokaliseret i samme område som oldtidens urartiske rige, omkring 120 km nord for dens tidligere hovedstad. På den trilingvistiske Behistun-indskrift skrevet på ordre af Darius den store af Persien i 521/0 f.Kr. bliver landet omtalt som Urartu på assyrisk kaldet Arminiya på gammel persisk og Harminuia på elamitisk. Det semitiske "tu", som betyder folkegruppe, blev ret og slet skiftet ud med det gammel persiske "men", som modsvarer "tu", samt tilføjet endelsen -ia.

### Hayasa
Armenere er ifølge lingvistikkeren Igor M. Diakonoff et amalgam af hurriere (og urartiere), anatoliske luviere (hettitter) og proto-armenske mushkier (eller armeno-frygiere), som bar deres indoeuropæiske sprog øst over i Anatolien. Anatolisk, som blandt andet inkluderer luvisk og hettittisk, er det første led i den indoeuropæiske sprogstamme, mens græsk-armensk-arisk er den sidste.
Navnet Armenien stammer fra Armenak eller Aram, som var efterkommer af den armenske patriark Hayk, som er stamfader for alle armenere. Det oprindelige armenske navn for landet var Hayk. Hayer betyder fader på armensk. Armenerne kalder i dag sig selv for Hayk, eller Hay, og det armenske endonym for Armenien er Hayastan, efter som man lagde til et -stan suffiks. Stan betyder land på persisk. Ligheden mellem navnet Hayasa, en bronzealderkonføderation dannet mellem to de to kongedømmer Hayasa og Azzi i det armenske højland, og endonymet for armenierne og deres land har ført til, at man antager, at Hayasa-Azzi var involveret i den armenske etnogenesis.
Enkelte antager, at armeno-frygerne efter at frygiske invasion af hettittene ville have bosat sig i Hayasa-Azzi og blandet sig med lokalbefolkningen, som på dette tidspunkt allerede var spredt i de vestlige regioner af Urartu. Efter, at Urartu var faldet, dominerede armenerne højlandet og absorberede dele af den tidligere urartiske kultur i processen. Armenierne blev dermed den direkte efterkommer af kongedømmet Urartu og den hayasiske adel ville have taget kontrol over regionen og folk adopterede deres sprog.

### Kongedømmet Armenien
Armenere nævnes i græske og persiske kilder i århundrederne før vor tidsregning. Efter, at Urartu faldt i 600-tallet f.Kr. opstod kongedømmet Armenien, som eksisterede fra 321 f.Kr. til 428 f.Kr. Dette var inddelt i påfølgende tre dynastier: Orontide-dynastiet, også kendt under deres endonym Yervanduni (553–200 f.Kr.), artaxiade-dynastiet (189 f.Kr.–12 e.Kr.) og arsacide-dynastiet, også kendt som arshakuni-dynastiet (52–428). Landet omfattede blandt andet store dele af nutidens Tyrkiet, Aserbajdsjan, Iran og Georgien.
Baggrunden for det armenske kongerige er at finde i en af det persiske akemeniske imperiums satraper kaldet Armenien, som blev dannet af territoriet Urartu efter, at det blev erobret af mederne i 590 f.Kr. Satrapen blev i 321 f.Kr., efter den makedonske kejser Aleksander den Stores erobring af Persien, til et kongedømme under orontide-dynastiet og indlemmet som et af de hellenistiske kongedømmer i seleucide-imperiet.
Under seleucide-imperiet blev den armenske trone delt i to – Armenien og Sophene – som begge kom under artaxiade-dynastiet i 189 f.Kr. Under Den romerske republiks østlige ekspansion nåede kongedømmet Armenien under Tigranes den Store sit højdepunkt fra 83 til 69 f.Kr. Dette efter at have reinkorporeret Sophene og erobrede det som var tilbage af det faldende seleucide-imperium, hvilket endte dets eksistens og gjorde Armenien til et imperium.
I en kort periode var landet et af de mægtigste i regionen, men dette endte, da landet tabte en krig mod Den romerske republik i 66 f.Kr., men Armenien mistede alligevel ikke sin selvstændighed. Tigranes beholdt magten som en allieret af Romerriget frem til sin død i 56 f.Kr. De tilbageværende artaxiade-konger styrede som klienter af Romerriget frem til, at de blev væltede i år 12 på grund af en mulig alliance med Romerrigets hovedrival Partia. Armenien kom under romersk kontrol og blev mere orienteret mod vest, både politisk, filosofisk og religiøst.
Under de romersk-partiske krige blev arsacide-dynastiet Armenien dannet som en sidegren af det partiske arsacide-dynasti, da Tiridates 1. af Armenien, et medlem af det partiske arsacide-dynasti, blev erklæret konge af Armenien i år 52, men Armenien befandt sig i den følgende periode mellem Romerriget og Partia og senere melløm Det byzantinske rige, også kendt som Det Østromerske rige, og det persiske sasanide rige.
Partia invaderede Armenien flere gange men blev stadig slået tilbage af romerne. Efter, at Partia gik under, opstod et nyt persisk rige, styret af sasanide-dynastiet, som konkurrerede med Romerriget om kontrol over Armenien. Det sasanidiske rige okkuperede Armenien i 252, men i 287 blev kong Tirtidetes 3. den store indsat af romerne. Han erklærede kristendommen som statsreligion i Armenien i år 301, hvilket gjorde Armenien til verdens første land til at indføre kristendom som statsreligion, tolv år før Rom.
I følge traditionen blev kirken i Armenien etableret af to af Jesu apostle: Taddeus og Bartolomeus, som skal have missioneret i landet mellem år 40 og 60. Den armenske ortodokse kirke, som fortsat er landets vigtigste trossamfund, er en af de orientalske ortodokse kirker og er efter Koncilet i Chalkedon uafhængig af både Den katolske kirke og Den ortodokse kirke, en fællesbetegnelse for de seks kristne kirkesamfund, som kun anerkender de tre første økumeniske konciler (Nikæa i 325, Konstantinopel i 381 og Efesos i 431), men som skilte sig fra resten af kirken efter koncilet i Chalkedon i 451. De seks kirker er derfor bare i kommunion med hinanden, men ikke med den assyriske, den ortodokse eller den katolske kirke.
I de følgende århundreder var den armenske kulturen under pres, og med støtte fra kongen udviklede Mesrop Mashtots blandt andet et eget armensk alfabet, hvilket førte til en ny periode med armensk vækst og fremgang, ikke mindst kulturelt. Senere prøvede den sasaniske Yazdegird 2. af Persien, som på dette tidspunkt havde en vis kontrol over landet, at indføre zoroastrisme for derved at knytte det nærmere sit styre, men dette mødte stor folkelig modstand og udløste et oprør, og måtte opgives. Oprøret førte til et stort slag 26. maj 451 ved Avarayr ved Vaspurakan, hvor 200.000 soldater, bestående blandt andre af såkaldte udødelige og udstyret med krigselefanter blev sat ind mod 66.000 oprørere og knuste disse militært, men førte alligevel til, at armenierne blev garanterede religionsfrihed. Slaget er derfor i eftertiden af armenierne husket som et af de største slag i deres historie.
Lilleasien var et af de første steder, hvor kristendommen spredte sig, så befolkningen var overvejende kristen og armensk, eller græsk-talende, på 400-tallet. Anatolien og Konstantinopel var i de næste 600 år centeret i den hellenistiske verden, mens Hellas selv oplevede gentagne invasioner og nedgang.
Det byzantinske rige og sasanideriget delte Armenien i 387 og i 428. Mens Vesarmenien faldt under byzantinsk styre faldt Østarmenien under sasanidisk kontrol og kom til at blive kendt som det persiske Armenien efter det armenske arsacide-dynastis fald i 428. Dette på trods for at Armenien fortsatte at være en stærk nation som havde stærk indflydelse i begge de to imperier. Blandt andet giftede de armenske og persiske dynastier sig med hinanden, og i visse perioder var det herskende dynasti i det byzantinske rige armensk. Men selv efter etableringen af Bagratide Armenien under ledelse af Ashot 1. af bagratiderne i 885 fortsatte dele af det historiske Armenien og armensk-beboede områder at befinde sig under byzantinsk herredømme.

### Islam
Muhammed ibn Abdullah (Muhammed, Abdullahs søn) blev antagelig født i Mekka en gang mellem år 567 og 573. Hans fader døde lige før han blev født og moderen Amina døde, da han var seks år gammel. Muhammed blev så opfostret hos bedstefaderen, og senere en onkel som var handelsmand. I år 610, omkring 40 år gammel, fik han en åbenbaring fra englen Gabriel. Efter tre år med bøn og meditation, modtog han nye åbenbaringer og begyndte at sprede sit budskab, Islam, offentlig i Mekka. Med muslimernes erobring af Mekka i 630 var muslimerne blevet den dominerende magt på Den arabiske halvø, og inden kort tid var Arabien under muslimsk styre, og de fleste arabere konverterede til Islam. Inden Muhammeds død i år 632 var islam begyndt at sprede sig til det, som i dag er Syrien og Irak.
Efter Muhammeds pludselige bortgang af naturlige årsager i 632 mødtes en gruppe muslimer for at afgøre hvem, som skulle lede muslimerne videre. Mødet blev kaldt sammen i stor hast og efter en kort, men ophedet diskussion, valgte medlemmerne på mødet Abu Bakr, Muhammeds svigerfader, som leder. Både mødet og valget af Abu Bakr er et kontroversielt emne. Sunnier mener, at valget gik rigtigt for sig, mens shiaer ser det som et kup, både fordi blandt andre Ali ibn Abi Talib, Muhammeds svigersøn, ikke var til stede, og fordi de mener, at Muhammed havde udpeget Ali som efterfølger før sin død. Denne hændelse danner udgangspunktet for splittelsen mellem shia- og sunnimuslimer.
Rashidun hærene lancerede erobringskampagner og etablerede Rashidun-kalifatet (632–661), en fællesbetegnelse for de første fire kaliffer, de retledede eller Rashidun-kalifferne. Inden for et år var Arabien sikret godt nok til, at Abu Bakr, den første kalif, kunne begynde kampagnen mod det byzantinske rige og sasanideriget, som på denne tid herskede i området. Erobringen af sasanideriget i Iran var den endelige nedgang for zoroastrismen. Det islamiske rige kom til at blive både større og varede længere end noget andet tidligere arabisk imperium og blev et af verdenshistoriens største.
I 591 besejrede kejser Maurikios af Det byzantinske rige (ca. 539-602) perserne og sikrede, sammen med den byzantinske kejser Herakleios (ca. 575-641), efter sejr i 631, Armenien under Det byzantinske rige, men i 645 blev største delen af området erobret af det muslimske, arabiske kalifat. Men den armenske tilstedeværelse var fortsat stor inden for Det byzantinske rige, og flere kejsere havde armensk baggrund.
På 700- og 800-tallet skabte araberne (hovedsagelig umayyaderne og senere abbasiderne) et rige, hvis grænser berørte det sydlige Frankrig i vest, Kina i øst, Anatolien i nord og Sudan i syd. Gennem store dele af dette område spredte araberne religionen Islam og det arabiske sprog (sproget i Koranen) gennem frivillig og tvungen konvertering og assimilation, hvilket førte til, at mange grupper blev kendt som "arabere" ikke gennem arv, men gennem arabisering, og at begrebet arabisk over tid dermed kom til at få en videre betydning end det oprindelige etniske begreb. Mange arabere i Sudan, Marokko, Algeriet og andre steder blev arabere gennem kulturel sammensmeltning.
Islam fandt også vej til det armenske højland på 700-tallet og arabiske - og senere kurdiske - stammer begyndte at slå sig ned i Armenien som en følge af de arabiske invasioner og spillede en vigtig rolle i landets politiske og sociale historie. Armenien blev invaderet i 640. Prins Theodoros Rshtuni ledede det armenske forsvar. I 652 blev en fredsaftale underskrevet, som tillod armenerne religionsfrihed, og Theodoros rejste til Damaskus, hvor han blev anerkendt af araberne som hersker af Armenien, Georgien og Kaukasisk Albanien. Men kalifatet strammede sin politik over for Armenien i slutningen af 700-tallet og guvernører blev sendt for at tage hånd om landet. Dette samtidig som arabiske stammer migrerede og slog sig ned i armenske byer.
Under 800-tallet voksede særlig bagratuni-dynastiets magt og landet udviklede sig til et feudalsamfund under dette dynastis ledelse. Bagratide-prinser er kendt fra så langt tilbage som 100-tallet f.Kr., da de tjenestegjorde for artaxiade-dynastiet, men de havde i modsætning til de fleste andre adelsfamilier i Armenien, inkluderet Mamikonian, som havde et samlet territorium, kun striber af land. Da kong Ashot 1. fra denne familie blev anerkendt som prins af prinser af retten i Bagdad i 861, udbrød der krig med de lokale arabiske emirer, en krig som Ashot vandt, og han blev anerkendt som selvstændig konge af Armenien af kaliffen af Bagdad i 885, og derefter af den byzantiske kejser i 886. Ashot blev med dette grundlæggeren af det kongelige dynasti.
Efter 450 år med skiftende fremmed okkupation blev Armenia igen selvstændigt, og der blev bygget en ny hovedstad, Ani, også kendt som byen med de 1001 kirker, i 964, ikke langt fra dagens Kars, med omkring 200.000 indbyggere. Armenien var på denne tid i en opgangsperiode og forøgede sin indflydelse på bekostning af naboområderne. Men som statsdannelse var landet ganske svagt og sårbart over for sine to stærke naboer og tidligere okkupanter. Familien brød efterhånden ud i flere grene, hvilket svækkede kongedømmet i en tid, da enhed var nødvendig over for seldsjukkerne og Det byzantinske rige, hvilket endte med at sidstnævnte erobrede hovedstaden Ani i 1045. Kort tid efter, i 1064, erobrede seldsjukkerne byen. Ashot, søn af Hovhannes, søn af kong Gagik 2., blev senere gjort til guvernør af Ani under shaddadide-dynastiet. Dynastiet kilikisk Armenia antages at være en gren af bagratiderne. Grundlæggeren, Ruben 1., havde et familiært forhold til kong Gagik 2., som befandt sig i eksil.

### Kurdere
Kurdisk, som er et nordvest-iransk sprog, udviklede sig med folk som rejste fra det indo-europæiske urhjem og omkring Det Kaspiske Hav og som ankom det som i dag er Iran for 3000 år siden. Kurdisk blev antagelig separeret fra de andre iranske dialekter, inkluderet persisk og baluchisk som kurdisk deler en del sproglige ligheder med, i det centrale Iran i de første århundreder af vor tidsregning. Mens perserne befandt sig i Fars provinsen i det sydvestlige Iran, holdt balucherne sig i de centrale områder i det vestlige Iran, mens kurderne enten levede i det nordvestlige Luristan eller i Isfahan-provinsen.
Kurderne levede på denne tid delvis bofaste liv og havde får og kvæg i regioner som Beth Begash og Beth Kartewaye nord for Arbil i Adiabene. I 641 erobrede den arabiske kommandør Utba ibn Farqad kurdiske fort i Adiabene og erobringen af byerne Sharazor og Darabaz fandt sted i 643. Kurderne forsøgte at gøre oprør i 838, og igen i 905, og mange kurdere blev dræbte. Araberne erobrede de kurdiske regioner og gradvis konverterede kurderne til Islam. Samtidig migrerede kurdere efter muslimernes erobringer nordvest over som vasaller for større muslimske magter – fra Zagros til det østlige Assyrien og syd-central Armenien, til det vestlige Assyrien og det vestlige Armenien, og i moderne tider ind i det vestlige Tyrkiet, det vestlige Europa eller til USA.
Mens armenierne var gået over til kristendommen, gik kurderne, som tidligere havde været tilhængere af zoroastrianisme, over til Islam, som også mange armeniere, frivilligt på grund af den favoriserede status givet til muslimer under muslimsk herredømme eller under tvang, gjorde. Armeniere og kurdere, som udgjorde to forskellige befolkninger efter som armenierne var et urbaniseret og bofast folk, mens kurderne var nomader, var i konflikt efter som kurdere angreb armenske byer og landsbyer, plyndrede og dræbte befolkningen.
Armenierne i Vaspurakan, som betyder prinsernes land og som var den første og muligvis største provins i Armenien, konverterede til Islam og assimilerede sig gradvis til kurdisk kultur, hvilket formodentlig også skete andre steder. Dette, sammen med udryddelse og migration, førte til, at der blev stadig færre armeniere og at det armenske højland i stigende grad kom til at blive beboet af kurdere.
Selv om der ikke er nogen kilder på det kurdiske sprog før 1300-tallet indikerer tilstedeværelsen af armenske låneord, at der må have været kurdisk-armensk kontakt siden i hvert fald 1100-tallet. Den kurdiske migration, samt de regelmæssige folkeforflytninger udført af Det byzantinske rige i sit forsøg på at indføre religiøs enhed og det græske sprog, hvilket ikke mindst gjaldt over for den store armenske befolkning, førte til, at det muslimske element i Armenien voksede sig stærkere.

### Tyrkere
Seldsjukkerne, som er regnet som forfædrene til de vestlige tyrkere, nutidens indbyggere i Tyrkiet og Aserbajdsjan, migrerede fra Centralasien i nord og ind i Persien, hvor de kæmpede og erobrede forskellige stammer. De var en betydelig gren af oghuz-tyrkerne, en af hovedgrenene af de tyrkiske folkeslag i historien, og et dynasti som okkuperede dele af Central- og Sydvestasien fra 1100-1400-tallet.
På 1100-tallet blev den armenske adel flyttet fra deres land og flyttet til det vestlige Anatolien. En konsekvens af dette var tabet af lokalt militær lederskab langs med den østlige grænse, hvilket åbnede for tyrkiske erobrere. Mange armenere døde i hænderne på tyrkerne, mens andre blev taget som slaver og fjernet. Efter som områder blev afbefolket tog tyrkere over med sine hjorder. Efter det byzantinske nederlag i Slaget ved Manzikert i 1071 kom bølger af seldsjuk-tyrkiske nomader fra Centralasien og det nordlige Iran som en sværm over hele regionen og bosatte sig i Armenien og Anatolien, og på trods af at byzantinerne fik generobret de vestlige og nordlige dele, så fik de fodfæste i den centrale del af Anatolien, som blev bosat af tyrkiske nomader og aldrig igen kom under byzantinsk herredømme.
Den sassanidiske og byzantinske nedgang over for det muslimske kalifat og dennes egen svækkelse lod de kurdiske prinsedømmer og bjergadministratorerne etablere nye uafhængige stater, men seljdsjuk-tyrkernes fremvækst, fulgt af mongolerne, satte en ende på denne periode. De annekterede de kurdiske prinsedømmer og i 1150 lagde Ahmed Sanjar, den sidste store seldsjuk-monark, en provins ud af disse lande og kaldte det for Kurdistan.
Kurdistan, den bjergrige region, hvor de fleste af kurderne lever, kom til at blive en bufferzone mellem de tyrkisk-, arabisk- og persisk-talende dele af den muslimske verden. Politisk udgjorde Kurdistan en periferi for hver af disse kulturpolitiske regioner men har også haft den vigtige kulturelle rolle som mægler mellem dem. Kurdere har fungeret som en bro mellem forskellige intellektuelle traditioner i den muslimske verden og kurdere har spillet vigtige roller i Islams historie.
Efter den byzantinske okkupation af Bagratide-Armenien i 1045 og den påfølgende invasion af de tyrkiske seldsjukker i 1064 flygtede en betydelig del af den armenske adel og bondebefolkning. De grundlagde det uafhængige armenske kongedømme Kilikia, som blev fokusområdet for armensk nationalisme, i 1080 og udviklede nære sociale, kulturelle, militære og religiøse bånd med de nærliggende korsfarerstater, men bukkede efterhånden under for de invaderende mamelukker.
Mamelukkerne var slavesoldater af ikke-arabisk herkomst, som omvendte sig til Islam og som tjente som ridende livvagter for de muslimske kaliffer og sultanerne i det kurdiske Ayyubide-dynasti grundlagt af Saladin (Salah al-Din) på 1100- og 1200-tallet. De var af multikulturel oprindelse, herunder armenske, og som gjorde sig selv til en militær herskerklasse og virkede i blandt andet Egypten fra 1100-tallet til omkring 1800. De stansede blandt andet mongolernes fremmarch ved slaget i Ain Jalut og bekæmpede korsfarerne og drev dem ud af Levanten i 1291 og endte korsfarerperioden officielt i 1302.
For Det Byzantinske Rige var tabet af Anatolien et ødelæggende slag eftersom Anatolien var den tættest befolkede del af riget, og dets dage som stormagt var med dette over. Ude af stand til at generobre de tabte landområder så kejser Alexios 1. Komnenos sig nødt til at bede om hjælp fra Vesten. Pave Urban 2. svarede med at opfordre kristne til at befri det hellige land fra muslimsk styre, en opfordring som førte til korstogene.
Seldsjuk-sultanerne kæmpede imod korstogene, men bukkede under for de fremrykkende mongoler i 1243. Seldsjukkerne blev mongolernes vasaller, og til trods for forsøg fra dygtige administratorer på at oprettholde statens integritet, disintegrerede sultanatet i løbet af 1300-tallet og var fuldstændig forsvundet i løbet af 1400-tallet. Det Byzantinske Rige kunne ikke forhindre tyrkernes fremmarch og i 1300-tallet var det meste af Lilleasien styret af anatoliske beyliker. Smyrna faldt i 1330, og det sidste byzantinske fæstning, Filadelfia, faldt i 1398.
Mongolerne under Hulagu og hans efterfølgere ødelagde hele regionen i 1300-tallet, og Timurlane erobrede den i 1400-tallet. Vakuummet, som blev skabt efter mongolernes kollaps og venskabet med Kara Koyunlu ("De sorte får"), som etablerede sig i store dele af regionen, tillod de kurdiske prinsedømmer på ny at blive etablerede. Flere uafhængige stater eller prinsedømmer blev etablerede.
Aq Qoyunlu (eller "De hvide får") dynastiet slog Kara Koyunlu og de kurdiske stammer og deres herskere blev dræbte, hvilket gjorde ende på de kurdiske prinsedømmer i 1500-tallet. Kurdisk herredømme blev yderligere knust under safavide-dynastiet, efter som kurderne blev fanget i kampen mellem Det Osmanniske Rige og Persien. Alligevel fortsatte Ardalan-dynastiet frem til det blev afsluttet af Qajar-perserne under Nasser-al-Din Shah i 1867.
De nomadiske tyrkiske erobrere giftede sig med den lokale befolkning bestående af anatolere, armenere, kaukasere, kurdere og assyrere, samtidig, som mange konverterede til Islam og blev tyrkiske. Gennem elitedominans og ægteskab gennemførte tyrkerne en tyrkifiseringsproces, hvilket blandt andet førte til, at deres sprog blev de dominerende i Aserbajdsjan og Tyrkiet, hvor befolkningerne, på trods af deres lokale rødder, i dag for det meste taler tyrkisk. De blev støttede af muslimer fra området nord for Sortehavet og Kaukasus, af persere og arabere, samt af europæiske eventyrere og konvertitter, også kendt i Vesten som frafaldne.
Som et resultat består nutidens tyrkere af flere etniske typer, hvor af nogen er fra Sydøstasien, mens andre er lokale anatoliske og andre stammer fra slavere, albanere eller tjerkessere. Mens nogen er lyse, er andre mørke. Mange ser ud til at være mediterranske, andre centralasiatiske og nogen er persiske. En studie vedrørende oprindelsen af det tyrkiske folk i relation til armenierne fandt, at tyrkerne og armenerne var de to samfund i verden, som var genetisk nærmest hinanden, men at også kurdere tilhører den samme genetiske kilde.

### Det Osmanniske Rige
I sine sidste tiår dukkede der et antal fyrstedømmer eller beyliker op indenfor Rum-sultanatets territorium; blandt dem voksede Osmanoğlu, senere kendt som Det Osmanniske Rige, op og blev vigtig.
Osmannerne kom først i kontakt med Anatolien som flygtninge fra det mongolske rige til seldjsukenes områder i Anatolien. Ertuğrul, Osmans fader, var leder af den tyrkiske Kayi-stamme. Han førte sit folk mod vest og ind i Anatolien fra Centralasien og etablerede en stat. Sultan Kayqubad 1. af Seljuk-prinsedømmet Rum gav ham lov til at etablere en beylik og ekspandere, hvis han kunne, på bekostning af Byzans.
I begyndelsen var den nye osmanniske stat underlagt seldsjukkerne, men Ertugruls søn Osman 1. erklærede rigets selvstændighed i 1299, og Osman, som fik kaldenavnet Kara for sit mod, blive regnet som grundlæggeren af Det Osmanniske Rige. Det er fra hans navn rigets indbyggere kaldte sig Osmanli, osmanner.
Konstantinopel blev i starten ikke regnet som værd at forsøge at erobre, efter som byens mure gjorde den nærmest uindtagelig. Men en ny opfindelse, kanonen, gjorde, at disse mure ikke længere bød tilstrækkelig beskyttelse mod tyrkerne. Konstantinopels fald kom efter blot to måneders belejring af sultan Mehmet erobreren, den 29. maj 1453. Den sidste østromerske kejser Konstantin 11. mistede livet i kampene, som fulgte efter, at murene faldt.
Som osmannernes hovedstad blev Konstantinopel kaldt både Kostantiniyye og Istanbul. Republikken Tyrkiet besluttede i 1930 at gøre Istanbul til byens officielle navn og opfordrede andre lande til at bruge dette i stedet for Konstantinopel, som var indarbejdet i Vesteuropa.
Mehmet, som besejrede Mistra i 1460 og Trapezunt i 1461, og dermed havde underlagt sig hele Det byzantinske Rige, anså sig selv som efterfølger til de romerske kejsere og tog titlen "Kayser-i-Rûm" (romersk kejser), og hans arvtagere fortsatte denne tradition helt frem til begyndelsen af 1900-tallet.
Ved slutningen af 1400-tallet havde Det Osmanniske Rige konsolideret sit herredømme over Lilleasien og Balkan. Rollen som beskytter af den græsk-ortodokse kirke blev overtaget af storhertugen af Moskva, og Ivan 4. tog titlen zar af Rusland, afledt af det romerske "caesar". Hans efterfølgere støttede forestillingen om, at Moskva var den sande arvtager efter Rom og Konstantinopel, og ideen om det tredje Rom blev opretholdt gennem hele det russiske riges levetid.
Det osmanniske styre i Armenien, også kendt som Det osmanniske Armenien eller Vestarmenien, begyndte med annekteringen af Mehmed 2. (1432-1481), og den osmanniske støtte for at starte den armenske patriark i Konstantinopel, men det var under Selim 2. (1524-1574), at Armenien blev en integreret del af det osmanniske imperium.
Efter de osmannisk-persiske krige (1602-1639) blev det vestlige Armenien en del af det osmanniske imperium frem til dette kollapsede under 1. verdenskrig. Siden den russisk-tyrkiske krig (1828-1829) blev den armensk befolkede region underlagt Det Osmanniske Rige omtalt som det vestlige Armenien, mens det østlige Armenien, var den del, som blev underlagt Det russiske kejserrige.
På højden af de tyrkisk-persiske krige skiftede Jerevan hænder hele 14 gange mellem 1513-1737. For hundredvis af år levede borgerne i Østarmenien under osmannisk eller safavidernes herredømme, begge muslimske nationer, mens armenierne var kristne, og de mange krige mellem dem førte til ødelæggelsen af mange af de armenske byer og gjorde livet for armenierne vanskeligt.
I 1500-tallet blev det østlige Armenien erobret af det persiske Safaviderige, et iransk dynasti af aserbadjansk oprindelse, som herskede fra 1501 til 1736 i Iran og som etablerede shia-islam som Irans officielle religion, mens det vestlige Armenien kom under Det Osmanniske Rige.
Det Osmanniske imperium styrede ifølge islamisk lov, og kristne og jøder måtte betale en ekstra skat for at opretholde deres status som dhimmi for at kunne blive garanteret religiøs autonomi. Men mens armenierne i Konstantinopel tjente på sultanens støtte, så led armenierne i det historiske Armenien under lokale kurdiske ledere og feudalherrer, samt raids fra nomadiske kurdiske stammer.
De fleste armenere var jordbrugere, som blev stærkt udbyttet og undertrykt af deres tyrkiske feudalherrer. De blev behandlet som slaver underlagt tyrkiske ledere. De blev solgt som ejendom, og hvis en kurder dræbte en slave, så tog denne slaves herre hævn ved at dræbe en slave, som tilhørte morderen. Men til trods for, at navnet Armenien blev forbudt at benytte i presse, skolebøger og i administrationen, og skiftet ud med ord som Anatolien eller Kurdistan, beholdt armenierne meget af deres kulturarv.

### Politisk kamp og undertrykkelse
Fra 1880'erne til 1920'erne førte en armensk national selvstændighedsbevægelse en socio-politisk og militant kamp for at genetablere en armensk stat i det armenske højland, som på daværende tidspunkt var delt mellem Det Osmanniske Rige og Det Russiske Kejserrige.
Armenierne, der var blevet anset som andenklasses borgere og ikke haft nogen rettigheder, var begyndt at kræve samfundsreformer og bedre behandling fra myndighedernes side, hvilket var blevet lovet dem under Berlin-konferencen.
De ville have indført af borgerrettigheder og en ende på tilraning af land, plyndringen og drabene i armenske byer udført af kurdere og sirkassere, overtramp under skatteindsamling, kriminel opførsel fra regeringsofficerer og at man nægtede at acceptere kristne som vidner i retten.
Kombinationen af russisk militær succes i den russisk-tyrkiske krig (1877–1878), den svækkede position for Det Osmanniske Rige og den globale finanskrise (1873-1879), som kom til at ramme Det Osmanniske Rige hårdt, førte til øget fjendtlighed mod armenierne, som krævede lige rettigheder og autonomi.
Det Osmanniske Rige havde tabt Balkan og flere kristne regioner var blevet påvirket af europæisk nationalisme og krav om selvbestemmelse. Det osmanniske dynasti genindførte derfor sin tyrkiske kobling, blandt andet med ægteskab inden for den tyrkiske befolkning.
Der opstod uroligheder i Merzifon i 1892 og i Tokat i 1893. Svaret fra sultan Abdul Hamid 2., som ikke ønskede at demokratisere samfundet eller at gå med på nogen af kravene, men fortsatte pan-islamismen som statsideologi og styrke territorial integritet, var at give halvofficiel status til kurdiske banditter, også kendt som Hamidiye Alaylari ("de som tilhører Hamid"), som var et kurdisk irregulært kavaleri velbevæbnet af Det Osmanniske Rige.
Under de såkaldte hamidiske massakrer (1894–1896), også omtalt som de armenske massakrer og de store massakrer, blev omkring 300.000 armenere, og en del assyrere, dræbte. For selv om massakrerne rettede sig mod armenierne, gik de over til at blive anti-kristne pogromer, således i Diyarbekir hvor 25.000 assyrere blev dræbte. Det blev ikke gjort nogen forskel mellem armenske nationalister og den armenske befolkning. Man massakrerede samtlige. Tusinder af armeniere blev dræbt af osmanniske soldater og kurdiske stammer.
Men armenierne lod ikke dette ske uden effektiv modstand. Det var blandt andet Sasoun-modstanden i 1894 udført af Hunchak militsen i Sassoun regionen, Zeitun-oprøret i 1895, Forsvaret af Van i 1896, Khanasor-ekspeditionen i 1897, Sasoun-oprøret i 1904. Fedayee, som betyder frihedskæmper, blev brugt af armenere som formede guerillaorganisationer og væbnede grupper som reaktion på undertrykkelsen og massakrerne på armenerne i Det Osmanniske Rige.

### Armenere før og under 1. verdenskrig
Der boede omkring 1,1-2 millioner armenere i hele Det Osmanniske Rige da 1. verdenskrig brød ud. Tallet ændrede sig drastisk i løbet af krigen.
Ungtyrkerne, en patriotisk, konstitutionel organisation bestående af progressive studenter og militære kadetter, officielt kendt som "Komiteen for enhed og fremskridt" (Committee of Union and Progress), gjorde oprør mod sultan Abdul Hamid 2. og tog magten i den falmende osmanniske stat i 1908. De sad ved magten frem til 1918.
Ungtyrkernes ideologiske målsætninger havde mange træk til fælles med den armenske nationale befrielsesbevægelse, og da ikke mindst den mod sultan Abdul Hamid, hvilket førte til at de på mange områder samarbejdede. Under reformforhandlingerne i 1913-1914 blev der lovet gennemførelse af de armenske reformkrav, og med Ruslands støtte blev der underskrevet en traktat den 8. februar 1914.
Armenerne var glade for denne sejr, og demonstrationer blev afholdte, hvor tyrkere og armenere bar bannere, hvor der stod "frihed, lighed og retfærdighed". Men samtidig med ungtyrkernes ideologi var der en dramatisk stigning i islamisk fundamentalisme i Tyrkiet. De kristne armenere blev anset som hedninger, og der blev igangsat antiarmenske demonstrationer af unge islamiske ekstremister, hvilke af og til endte i voldelige sammenstød - således i 1909, da 200 landsbyer blev plyndret og over 30.000 personer blev dræbt i Kilikia ved Middelhavskysten.
Armenernes håb om frihed og demokrati forsvandt, da de tre ungtyrkere, også kendt som de tre pashaer eller det diktatoriske↵triumvirat, som inkluderede den osmanniske indenrigsminister Mehmed Talaat (1874–1921), krigsminister Ismail Enver Pasha (1881-1922), som var osmannisk militærofficer og en leder af ungtyrker-revolutionen, og↵marineminister Ahmed Djemal (1872–1922), blev den dominerende faktor blandt ungtyrkerne og tog kontrollen over regeringen ved et kup i 1913. De tre pashaer havde egne ambitiøse planer for Tyrkiet, planer om at samle alle tyrkiske folk i hele regionen ved at ekspandere Tyrkiets grænser østover over Kaukasus og hele vejen ind i Centralasien, hvilket ville skabe et nyt tyrkisk imperium kaldet Turan med eet sprog og een religion. Problemet var kun, at armeniernes traditionelle historiske hjemland lå i vejen for deres planer.
I 1915 indtraf det, som er kendt som Det armenske folkedrab, også kendt som den armenske deportation, sted med blandt andet blodige tyrkiske straffeekspeditioner. Antallet af armeniere, som døde, og dødsårsagen er omdiskuteret og varierer fra 200.000 i tyrkiske kilder til 2 millioner i armenske kilder, men det er almindelig at regne med 600.000 som udgangspunkt. Dertil kommer drabene på assyrere og pontiske grækere, som i samme periode også oplevede forfølgelse og folkemord.
Tyrkiet benægter fortsat at dette var en massakre, men påstår, at de høje dødsfald på denne tid skyldtes borgerkrig, sygdomsbølger, angreb fra landevejsrøvere og hungersnød. Armenerne markerer massakrerne hver 24. april som mindedag.
På den anden side blev også tyrkere massakreret af armenere i stor skala. Omkring 523.000 tyrkiske muslimer blev dræbt af armenske organisationer som ønskede at oprette en armensk stat
Armenere har også udført massakrer og folkemord  på Aserbajdsjan-tyrkere i perioden 1905-1907 for at danne en stor armensk stat. I det som betegnes som marts-massakrerne blev op til 12.000 aserier og andre muslimer dræbt i Baku og området mellem 30. marts og 2. april 1918.. Marts-massakrerne karakteriseres som folkemord af Aserbajdsjan, mens Armenien benægter, at det var et folkemord.

### Armenien i Sovjetunionen
I forbindelse med opløsningen af det russiske imperium under den russiske revolution havde provinserne i Kaukasus dannet deres egen føderale stat kaldet Den transkaukasiske demokratiske føderale republik, men indbyrdes nationale interessekonflikter og krig med Det Osmanniske Rige førte til opløsningen af republikken et halvt år senere, i april 1918.
Ved opløsningen af den kortlivede transkaukasiske demokratiske føderale republik blev i Armenien dannet Den demokratiske republik Armenien den 28. maj 1918. Den armenske republik var imidlertid plaget af uro. Internt ønskede flere armenske bolsjevikker oprettelsen af en sovjetrepublik og eksternt var der spændinger i forholdet til Det Osmanniske rige og kaukasusrepublikkerne Aserbajdsjan og Georgien. Den Røde Hær støttede de armenske bolsjevikkers krav om oprettelse af en sovjetrepublik og invaderede landet i 1920. I december 1920 lykkedes det bolsjevikkerne med støtte fra den Røde hær at overtage magten i Armenien og at omdanne landet til en sovjetrepublik under navnet Den Armenske Socialistiske Sovjetrepublik.
Den Røde Hær og Den russiske Sovjetrepublik havde ligeledes i april 1920 ført aserbajdsjanske bolsjevikker til magten i Aserbajdsjan. Som led i bolsjevikkernes magtovertagelse i regionen med støtte fra Rusland blev det arrangeret, at Aserbajdsjanske SSR i november 1920 overdrog de tre regioner Karabakh, Nakhitjevan og Zangezur til Armenien. Nariman Narimanov, lederen Aserbajdsjanske SSR, afgav en erklæring, som hyldede sejren for sovjetisk magt i Armenien og erklærede, at både Karabagh, Nakhitjevan og Zangezur skulle blive overdraget til det armenske folk som et tegn på det aserbajdsjanske folks støtte til Armeniens kamp mod den tidligere armenske republik.
I marts 1921 indgik Russiske SFSR og Den tyrkiske nationalbevægelse en traktat (Moskva-traktaten) om fastlæggelse af Tyrkiets grænser mod de tidligere territorier omfattet af Det russiske kejserrige. Moskva-traktaten blev senere samme år i oktober suppleret ved Kars-traktaten, hvor Russiske SFSR og de tre kaukasiske sovjetrepublikker indgik supplerende aftaler om grænsedragningen til Tyrkiet. Kars-traktaten overlod til tyrkerne de dele af Armenien, der havde været under Tyrkiets kontrol efter den Tyrkisk-armenske krig
I 1922 blev de tre kaukasiske sovjetrepublikker Armenien, Georgien og Aserbajdsjan slået sammen til Den Transkaukasiske Socialistiske Føderative Sovjetrepublik, og den 30. december 1920 var den transkaukasiske sovjetrepublik blandt de stiftende republikker, da Sovjetunionen blev oprettet den 30. december 1922. Den transkaukasiske føderale sovjetrepublik varede frem til 1936, hvor den blev opløst og de tre provinser atter blev organiseret som selvstændige sovjetrepublikker (fortsat som en del af Sovjetunionen): Georgiske SSR, Aserbajdsjanske SSR og Armenske SSR.
Efter 2. verdenskrig forsøgte Sovjetunionen at annullere Kars-aftalen og genvinde sit tabte territorium. Den 7. juni 1945 meddelte den sovjetiske udenrigsminister Vjatjeslav Molotov den tyrkiske ambassadør i Moskva, at regionerne afgivet til Tyrkiet i 1921 skulle returneres til Sovjetunionen af hensyn til både den georgiske og den armenske republik. Tyrkiet befandt sig i en vanskelig situation, men nægtede at afstå territorier. Sovjetunionen havde allerede i 1939 ønsket at genåbne spørgsmålet om mulighed for at annullere Kars-aftalen. Dette krav blev stærkere efter krigen, ikke mindst på grund af, at Sovjetunionen på dette tidspunkt var blevet en supermagt. Tyrkiet kunne på dette tidspunkt ikke uden alliancepartnere magte at stå imod Sovjetunionen.
I efteråret 1945 samlede sovjetiske tropper sig i Kaukasus. De sovjetiske krav blev fremsat af armenere til de allierede landes ledere, men mødte modstand fra den britiske oppositionsleder Winston Churchill,[kilde mangler] som modsatte sig dem, efter som de ikke ønskede, at Sovjetunionen skulle få mere territorium, hvor det kunne få indflydelse, mens USA's præsident Harry S. Truman mente, at sagen ikke skulle berøre andre parter.[kilde mangler]
Under denne episode forhørte Sovjet sig med Tyrkiet om at kunne etablere en militærbase i Bosporus. Tyrkiske politikere og den britiske regering arbejdede hårdt for at sikre USA's hjælp. Under denne periode døde den tyrkiske ambassadør i Washington DC og USA sendt hans kiste til Istanbul om bord på USS Missouri, hvilket var den første storskala amerikanske militærbesøg til Tyrkiet og en symbolsk handling. Det var først efter dette, at Sovjet opgav sit krav.[kilde mangler]

### Efter Sovjetunionens opløsning
Den 23. august 1990 blev Armenien uafhængig af Sovjetunionen og den 21. september 1991 blev Den armenske republik erklæret. Denne blev internationalt anerkendt den 25. december samme år. Landet har været medlem af FN siden 1992.
Det har periodevis været stridigheder om enklaven Nagorno-Karabakh med nabolandet Aserbajdsjan siden 1992. Enklaven har været okkuperet af Armenien siden 1993. Området, som i dag hovedsagelig er befolket af etniske armenere, løsrev sig fra det muslimske Aserbajdsjan efter, at myndighederne i Aserbajdsjan havde forsøgt at fratage området dets autonome status.